# Kishibe no tabi
Kishibe no tabi (岸辺の旅?), noto anche col titolo internazionale di Journey to the Shore, è un film del 2015 diretto da Kiyoshi Kurosawa. È stato presentato nella sezione Un Certain Regard del 68º Festival di Cannes, dove Kurosawa ha vinto il premio per la miglior regia.

## Trama
Mizuki (Eri Fukatsu) è un'insegnante di pianoforte il cui marito, Yusuke (Tadanobu Asano), è scomparso da tre anni. Questi torna improvvisamente a casa come fantasma, rivelando di essere morto affogato in mare. Col desiderio di mostrare alla moglie i bellissimi luoghi che aveva scoperto e rivedere le persone presso cui era stato ospite prima di morire, Yusuke porta Mizuki in un viaggio on the road verso la costa.

## Distribuzione
Il film è stato proiettato in anteprima mondiale all'interno della sezione Un Certain Regard del 68ª edizione del Festival di Cannes il 17 Maggio 2015. Nello stesso anno, è stato selezionato anche all'interno del Toronto International Film Festival e del New York Film Festival. È stato distribuito in Giappone il 1 Ottobre 2015.

## Riconoscimenti
- 2015 - Festival di Cannes
  - Prix de la mise-en-scene sezione Un Certain Regard
- 2016 - Asian Film Awards
  - Miglior attore non protagonista (Tadanobu Asano)
- 2016 - Japanese Movie Critics Awards
  - Miglior attore (Tadanobu Asano)